# Ostatovica
Ostatovica (cirill betűkkel Остатовица) egy falu Szerbiában, a Piroti körzetben, a Babušnicai községben.

## Népesség
- 1948-ban 867 lakosa volt.
- 1953-ban 871 lakosa volt.
- 1961-ben 805 lakosa volt.
- 1971-ben 593 lakosa volt.
- 1981-ben 360 lakosa volt.
- 1991-ben 165 lakosa volt
- 2002-ben 83 lakosa volt,[1] akik közül 82 szerb (98,78%) és 1 ismeretlen.[2]